# 萊克帕克鎮區 (明尼蘇達州貝克縣)
萊克帕克鎮區（英語：Lake Park Township）是位於美國明尼蘇達州貝克縣的一個行政鎮區。

## 地方資料
萊克帕克鎮區的面積為90.70平方千米，當中陸地面積為89.50平方千米，而水域面積為11.20平方千米。根據2020年美國人口普查的數據，當地共有人口549人，而人口密度為每平方千米6.05人。